# Taraxacum rubicundum
Espèce
Taraxacum rubicundum  est une espèce de plante à fleurs de la famille des Asteraceae. C'est un pissenlits de la section  Erythrosperma.

## Habitats
Sols calcarifères.